# Johannes Maria Schwarz
Johannes Maria Schwarz (* 1978) ist ein österreichischer Priester des Erzbistums Vaduz. Er ist für seine Evangelisierungsprojekte im Internet bekannt.

## Leben
Schwarz wuchs bei Linz auf. Er besuchte in Auhof ein naturwissenschaftliches Gymnasium. Nach einem einjährigen Auslandsaufenthalt in Sydney in Australien ging er auf ein künstlerisches Gymnasium nach Linz. Nach der Matura studierte er am Internationalen Theologisches Institut für Studien zu Ehe und Familie in der österreichischen Kartause Gaming Theologie. Während des Studiums arbeitete er bei der katholischen Internetzeitung Kath.net. Er schloss sein Studium mit dem Lizenziat am Facoltà di Teologia di Lugano ab. Parallel war er im Priesterseminar San Carlo in Lugano. 2003 wurde er zum Diakon und 2004 zum Priester geweiht. In den folgenden zwei Jahren wurde er bei Manfred Hauke in Lugano promoviert. 2004 wurde er zum Kaplan der Pfarre St. Josef in Triesenberg ernannt und blieb es bis 2013. 2007 begann er Vorlesungen am International Theological Institute in Gaming und Trumau zu halten.
Am 1. Mai 2013 brach er auf eine Fußpilgerreise nach Jerusalem auf und kehrte am 2. August 2014 nach Liechtenstein zurück. Im Sommer 2018 unternahm er eine viermonatige Pilgerreise auf seiner „Via Alpina Sacra“, die sich an der Via Alpina orientierte.
Im September 2014 wurde er zum Vizedirektor im Priesterseminar Leopoldinum in Heiligenkreuz ernannt. 2016 wurde er für katechetische Medienarbeit für drei Jahre freigestellt. In dieser Zeit erschien unter anderem die 72-teilige Cartoonreihe „3 Minute Catechism“ in zehn Sprachen.
2011 entwickelte er die Kathechesenreihe Mein Gott und Walter.

## Schriften
- Johannes Maria Schwarz: Tagebuch eines Jerusalempilgers: 14.000 Kilometer – 14.000 Hunde – Ein Priester. 1: Von Liechtenstein ins Heilige Land, 2015, ISBN 978-3-200-03977-3, S. 464.
- Johannes Maria Schwarz: Tagebuch eines Jerusalempilgers: 14.000 Kilometer – 14.000 Hunde – Ein Priester. 2: Von Jerusalem zurück nach Liechtenstein, 2016, ISBN 978-3-200-04474-6, S. 384.
- Anton Lässer; Johannes Maria Schwarz: Diener des Heils: Festschrift zum 40-Jahr-Jubiläum des Collegium Rudolphinum / Leopoldinum Heiligenkreuz 1975–2015. Hrsg.: Anton Lässer. Be&Be-Verlag, 2015, ISBN 978-3-902694-95-9, S. 322.
- Johannes Maria Schwarz: Dissertation: Zwischen Limbus und Gottesschau : das Schicksal ungetauft sterbender Kinder in der theologischen Diskussion des zwanzigsten Jahrhunderts. Ein theologiegeschichtliches Panorama. FE Medienverlag, Kisslegg 2006, ISBN 978-3-939684-01-5, S. 353.
- Johannes Maria Schwarz: Via Alpina Sacra: 125 Tage und 4300 Kilometer Pilgerweg durch die Alpen. 2020, ISBN 978-3-200-06547-5.

## DVD
- Die Messe kathmedia Triesenberg 2009 (70 min).
- Adsum – Film zum Priestertum kathmedia Triesenberg 2010 (27 min).
- Mein Gott und Walter – Glaubenskurs, 4-DVD Set kathmedia Triesenberg 2011 (409 min).
- 3MC – 3 Minute Catechism – 72 Episoden zum Glaubensbekenntnis (Deutsch, Englisch, Polnisch, Spanisch, Russisch, Chinesisch, Französisch, Italienisch) kathmedia Triesenberg 2013 (70 min).
- Via Alpina Sacra – 125 Tage und 4300 Kilometer auf dem längsten, härtesten und schönsten Pilgerweg durch die Alpen (Deutsch), 4kmh.com 2018 (139min).